# Корбус
Корбус (араб. قربص) — місто в Тунісі. Входить до складу вілаєту Набуль. Станом на 2004 рік тут проживало 3 551 особа.
Знаний як термальний курорт.